# 吉典植
吉 典植（キル・ジョンシク、朝鮮語: 길전식、1924年10月27日 - 2011年12月21日）は、大韓民国の軍人、政治家。第6・7・8・9・10代大韓民国国会議員、元中央情報部第3局長。
本貫は海平吉氏。号は南崗（ナムガン、朝鮮語: 남강）。カトリック教徒。

## 経歴
1924年10月27日、日本統治時代の朝鮮の全羅南道長興郡に生まれた。京城第二高等普通学校（現・景福高等学校）を卒業後、延禧大学校（現・延世大学校）国語国文学科に進学した。大学時期は乗馬部に所属したため、1949年に陸軍騎兵大隊が創設されると、軍関係者から「オリンピックに出場するなら軍に入隊しろ」という勧誘があり、金鍾泌などと同期の陸軍士官学校8期に入学した。正規の8期生は6か月間の訓練を受けなければならなかったが、吉など大学の乗馬部員は2か月だけの教育を受けて士官候補生として活動した。1961年には防諜部隊情報処長として5・16軍事クーデターに参加した。1963年11月26日の第6代総選挙に故郷の長興で民主共和党から立候補して初当選し国会議員となった後、議員を合計5期務めた。議員時代は目立った議政活動はなかったが、党職として民主共和党の事務総長を8年間務めた重鎮である。朴正煕の側近であったため、朴正煕暗殺事件以降は政治に関与することはなく、新軍部による政治規制を経て民族中興会の会長などを務めた。　
2011年12月21日、持病により87歳で亡くなった。

## 略歴
- 陸軍大領予備役編入
- 中央情報部第三局局長
- 共和党院内副総務
- 国会商工委員会委員長
- 民主共和党事務総長兼党務委員
- 大韓乗馬協会会長
- KOC副委員長兼大学スポーツ委員会委員長
- 延世体育会会長
- 民族中興会会長

## 学歴
- 京城第二高等普通学校卒業（1943年）
- 延喜大学校国語国文学科学士（1947年）
- 大韓民国陸軍士官学校8期（1949年）
- 大韓民国陸軍砲兵学校初等軍事班1期卒業（1949年）
- 米陸軍歩兵学校初等軍事班卒業（1952年）
- 大韓民国陸軍歩兵学校高等軍事班卒業（1953年）
- 大韓民国陸軍工兵学校高等軍事班卒業（1954年）
- 大韓民国陸軍機甲学校高等指揮班卒業（1955年）
- 大韓民国国防大学校行政学士2期（1957年）

## 著書
- 選挙と国会（原文: 선거와 국회）
- 我らの大統領（原文: 우리 대통령）